# スペインの雨

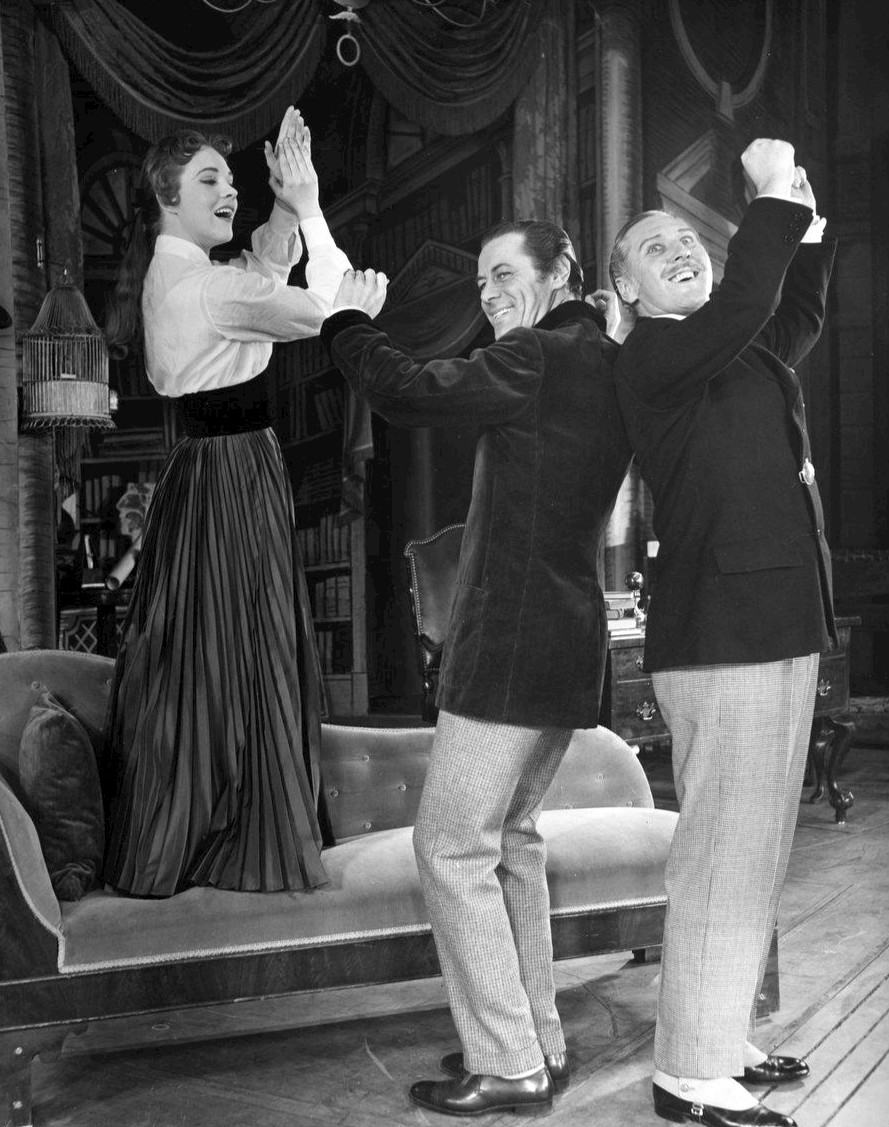
1957年、劇中で『スペインの雨』を歌うイライザ役のジュリー・アンドリュース、ヒギンズ教授役のレックス・ハリソン、ピッカリング大佐役のロバート・クート。

『スペインの雨』（スペインのあめ、英: The Rain in Spain）は、ミュージカル『マイ・フェア・レディ』の劇中歌である。フレデリック・ロウが作曲、アラン・ジェイ・ラーナーが作詞し、1956年に出版された。

## 概要
この楽曲は、プロットのターニングポイントとなる楽曲である。ヒギンズ教授とピッカリング大佐は、イライザ・ドゥーリトルのコックニー訛りを矯正するため、絶え間なく発音訓練を施していた。楽曲のキーフレーズ「The rain in Spain stays mainly in the plain」（スペインの雨は主に平野に降る）には、クイーンズ・イングリッシュで[eɪ]（エイ）と発音する二重母音が5つ含まれているが、コックニーでは[æɪ]または[aɪ]（アイ）と発音するため、イライザはなかなか言われた通り発音することができずにいた。3人はほぼ疲れ果てていたが、ついにイライザが習得し、全て「正しい」発音で暗唱する。3人はそのまま曲に入り、キーフレーズを繰り返して、さらに頭文字のHを発音できずにいた「In Hertford, Hereford, and Hampshire, hurricanes hardly ever happen」（ハートフォードやハンプシャーではハリケーンは吹かない）など、他の練習文も正しい発音で歌う。

## 起源
このフレーズは、『マイ・フェア・レディ』のベースとなったジョージ・バーナード・ショーの1913年初演の戯曲『ピグマリオン』には登場しないが、1938年の映画版では使用されている。映画のプロデューサーであるガブリエル・パスカルの妻ヴァレリーによる伝記『The Disciple and His Devil』によると、「The rain in Spain stays mainly in the plain」と「In Hertford, Hereford, and Hampshire, hurricanes hardly ever happen」の発音練習フレーズは、パスカルが脚本に取り入れたもので、その後『マイ・フェア・レディ』の劇中歌にも使用された。

## 他言語版
「The rain in Spain stays mainly in the plain」の他言語版には、次のような例がある。
- 日本語：「日は東 日向にひなげし」（東宝ミュージカル版）[4][5]
- オランダ語：「Het Spaanse graan heeft de orkaan doorstaan」（スペインの麦はハリケーンに耐えた）[6]
- ドイツ語：「Es grünt so grün, wenn Spaniens Blüten blüh'n」（スペインの花が咲くとこんなに緑になる）[7]
- ヘブライ語：「ברד ירד בדרום ספרד הערב（Barad yarad bidrom sfarad haerev）」（今夜スペイン南部に雹が降った）[8]
- ハンガリー語：「Lenn délen édes éjen édent remélsz.」[9]
- スペイン語：「La lluvia en Sevilla es una pura maravilla」[10]（セビリアの雨は純粋に不思議だ）
- イタリア語：「La rana in Spagna gracida in campagna」（スペインのカエルは田舎で鳴く）